# Wallace Collection

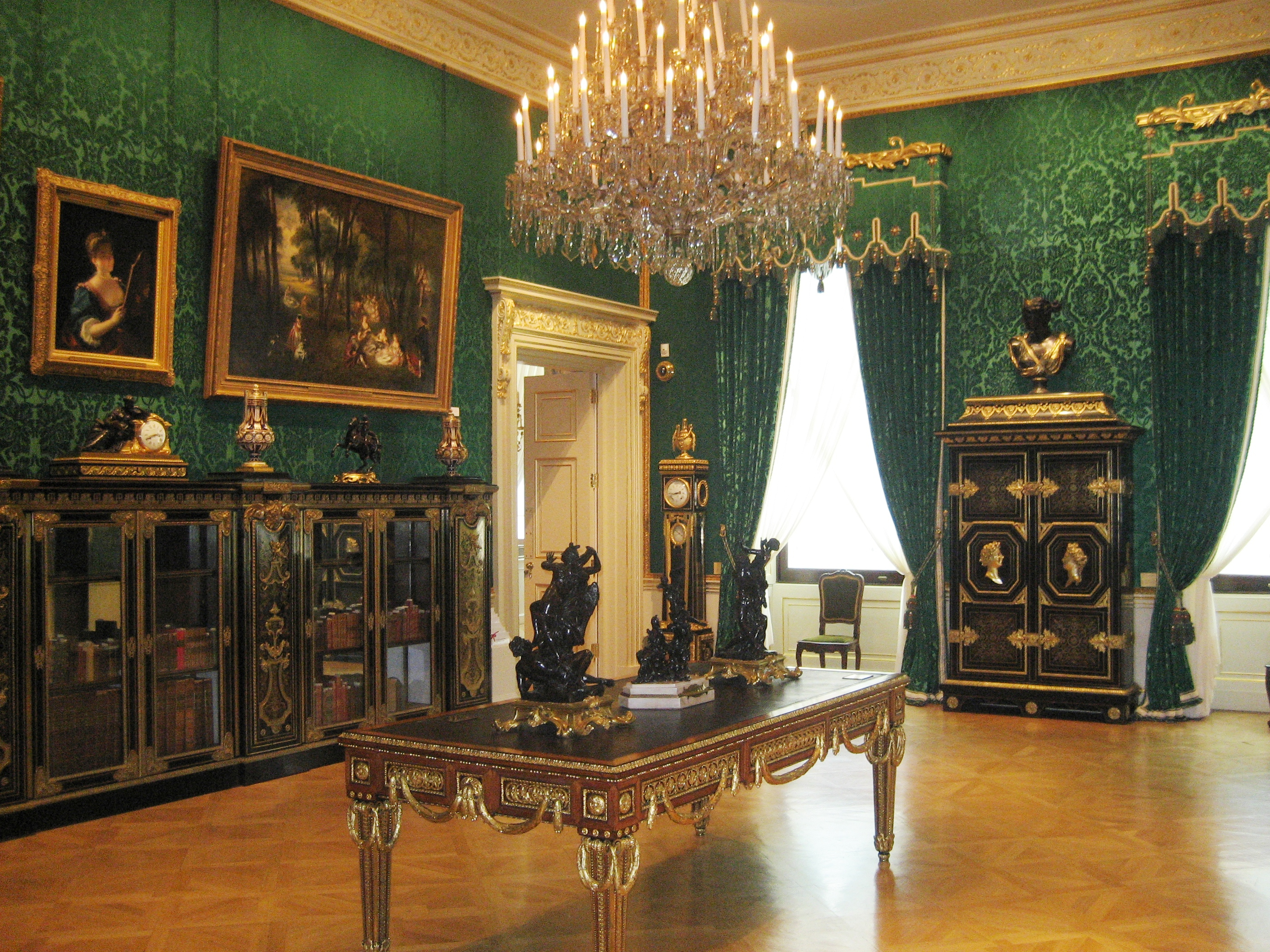
Interiör från Wallace Collection i Hertford House.

Wallace Collection är ett konstmuseum i London, tillkommet genom donation av änkan efter sir Richard Wallace. Museet öppnade år 1900 och har gratis inträde.
Samlingen, som är utvald med allra största noggrannhet och som redan under hennes svärfar Hertfords livstid ansågs vara den yppersta privata konstsamlingen i England, omfattar såväl äldre som nyare målningar. Bland där representerade konstnärer märks Velázquez, Murillo, Bronzino, Rubens, Rembrandt, van Dyck och många av de holländske kabinettsmålarna, engelsmännen Reynolds, Romney, Gainsborough, Morland, Bonington och fransmännen Clouet, Claude Lorrain, Boucher, Watteau och dennes efterföljare, vidare Fragonard, Greuze, Corot, Descamps, Delacroix, Meissonier, alla mästarna företrädda av verk, som är att räkna bland deras bästa. 
Ett tiotal miniatyrporträtt av den svensk-franske konstnären Peter Adolf Hall ingår också i samlingen, bland annat hans kända porträtt av äldsta dottern Adélaïde Victoire Hall (1785).